# Селище імені Тимірязева
селище імені Тимірязева (рос. имени Тимирязева) — селище в Городецькому районі Нижньогородської області Російської Федерації.
Населення становить 1091 особу. Входить до складу муніципального утворення Тимірязевська сільрада.

## Історія
Від 2009 року входить до складу муніципального утворення Тимірязевська сільрада.

## Населення
| 2002 | 2010  |
| ---- | ----- |
| 1076 | ↗1091 |